# 三國干涉還遼

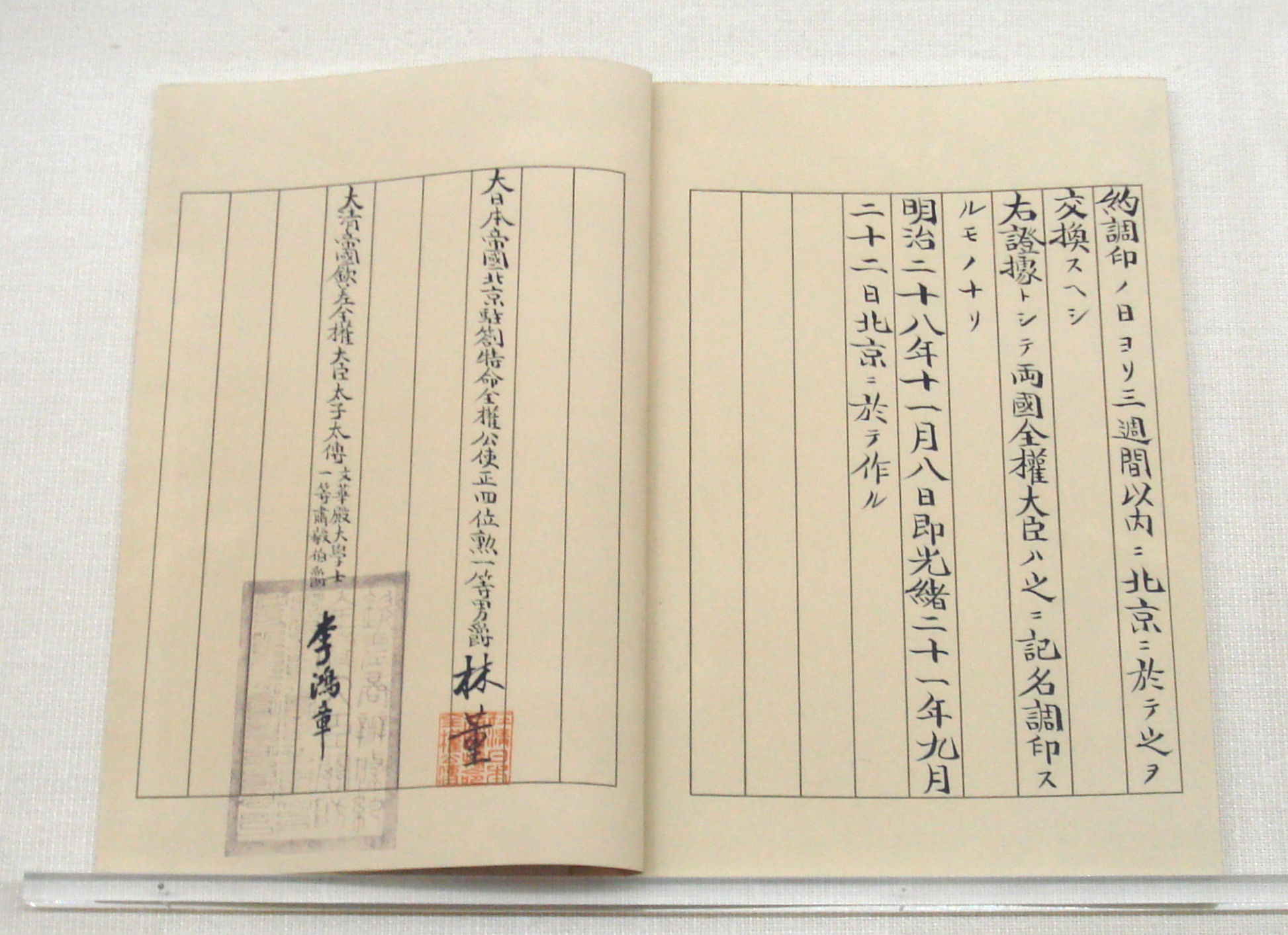
1895年11月8日中日簽訂的《遼南條約》

三国干涉还辽（簡稱三国干涉）事件，是指俄國、法國和德國三国基於自身利益和國際形勢，在1895年甲午战争后聯手介入中國清朝政府与大日本帝國政府間的有關協定，使日本放棄佔領中國東北辽东半岛地區的歷史事件。

## 事件背景

### 俄羅斯帝國
俄国自19世紀60年代起向远东地区大幅擴張，其先后占领了原属中國清朝的外东北、库页岛等地，更兴建了纵贯欧亚的西伯利亚大铁路，企图在中國東北与朝鮮半島地區建立势力范围，以實現更大的企圖，因此與同地區且同樣尋求擴張的日本齟齬不斷。1895年，中日签署《马关条约》之際，俄皇尼古拉二世多次暗示日本不得侵占中国东北，然而日本仍要求清朝政府割让東北地區的辽东半岛，令俄国的利益受到挑戰。有鑑於此，俄國一直在籌謀動作制約日本。

### 法蘭西第三共和國
基于俄法联盟，法国同样想在东亚取得更多利益。得到中南半島后，法国开始觊觎台湾，因此支持与两国一起干涉条约之签订。

### 德意志帝國
甲午戰爭之初，德意志帝國原本反应冷淡。但德皇威廉二世眼见崛起的日本竟然擊敗清朝中国，深感其意圖染指东亚的野心。俄国与法国的法俄同盟因為在歐洲大陸和德國、奧匈帝國、意大利結成的三國同盟敵對，令德国在欧洲之地位出現動搖之勢。因此，威廉二世尝试以干预雙方议和，將俄国的注意力和擴張由歐洲轉移到东亚。

### 大英帝國与美國
俄国与德国尝试拉拢英国，但英国认为马关条约对己有利，因为它规定中國开放更多商埠。而且，日本在华得到利益，可以阻挡俄国向南扩张。因此，英国在最后关头拒绝加入「干涉集团」。另一方面，日本也想寻求英美的帮助，召开国际会议解决辽东问题。但英美不敢得罪任何一方，又恐怕日本或三国在華之势力坐大，因此双双宣告中立。

## 三国劝告之内容
4月23日，三国政府向日本政府发出以下通知：
今日本国割占辽东，既有危害中国之京畿之虞，也让朝鲜国之独立有名无实，有碍维持远东之和平，故今劝谕贵国确认放弃占领辽东半岛。
三国要求日本归还辽东半岛予中国，并限定在15日之内答复；三国甚至准备派出海军舰队前往东北。

## 日本的反应
日本仍然尽努力保住在条约所得。4月30日，日本提出只占领旅顺与大连两海港，加上一些赔款。但三国依然态度强硬，毫不退让。日本虽然战胜中国，但是中國的北洋水師艦隊也使日本海军損失不少。它希望英国会提供支持，但英国也只是建议日本接受三国的“劝谕”。在如此的外交压力之下，加上簽署条约的日方代表伊藤博文是主和派、新興的日本帝國還未夠實力和三個歐洲殖民帝國開戰，日本惟有在5月5日宣布放弃对辽东半岛的佔領。
10月19日，日本与三国达成协议：日本归还辽东半岛予中国，而清廷要付出三千万两白银作为赔偿。11月8日，中、日雙方簽訂了《遼南條約》（《中日交還奉天省南邊地方條約》），清廷赎回了辽东半岛。但台湾依旧割让予日本。

## 结果
在三國干涉之後，列強開始對中國進行全面的分區控制。清政府向日本賠款以補償日本的損失，且獨佔了諸如租賃土地和修建鐵路的權利。
- 俄罗斯帝国：以迫日还辽有功，分別向李鴻章和張蔭桓各敲詐50與25萬盧布的禮金，1896年签署《中俄密约》。在1898年签署《旅大租地条约》租下旅顺与大连两港口，並且由萬里長城以北到滿洲擴大勢力範圍，實行向遠東擴張的野心。后来，密约泄露，列强争相迫使清朝划出势力范围、租界与租借地。1904年日本重整旗鼓，突袭俄国在旅顺的海军，引致日俄战争。
- 德意志帝國：1897年以傳教士被殺害佔領胶澳地区（今属青岛市）。1914年第一次世界大战爆发，日本對德宣戰派兵占領胶澳地区。
- 法兰西第三共和国：1899年由於統治越南、老撾和柬埔寨因此而將廣州灣租借並劃入勢力範圍。
- 大日本帝国：作為最低防禦要求，日本要求清保證不會將台灣旁邊的福建省出租或割讓給另一個國家。
- 美国：在清朝海關的美國人，由於擔憂清政府財政因租借地走私導致貿易衰落，推動美國發表「門戶開放」宣言。
- 大英帝国：1899年租借了威海衛、確認長江流域為勢力範圍、向緬甸鋪設鐵道、租借九龍半島北邊的「新界」。
- 清朝：事件激起中国知识分子对国情的反思，开启百日维新之先声。
- 朝鮮國：日本的軍事及政治的權威喪失，明成皇后等親俄派得勢，試圖利用俄羅斯帝國來阻止日本控制朝鮮，因而引發1895年10月8日的「乙未事變」，日本公使三浦梧樓攻入朝鮮宮廷殺死明成皇后，1896年2月150名俄羅斯軍隊開入漢城，朝鮮高宗避難於俄羅斯公使館。最終俄羅斯干涉下日本勢力受挫令親俄派的尹容善掌權，1897年10月大韓帝國成立。